# دانشگاه اوسییک
دانشگاه اوسییک (کرواتی: Sveučilište Josipa Jurja Strossmayera u Osijeku) دانشگاه دولتی در شهر اوسییک، کرواسی است، که در سال ۱۹۷۵ تأسیس شد.